# آموزگار

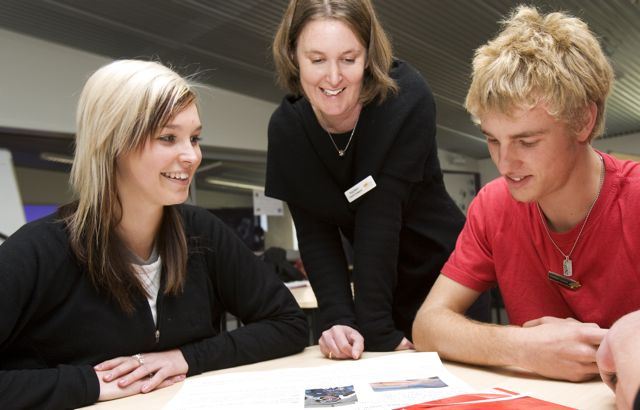
یک آموزگار زن در حال تعامل با دانش‌آموزان در نیوزیلند

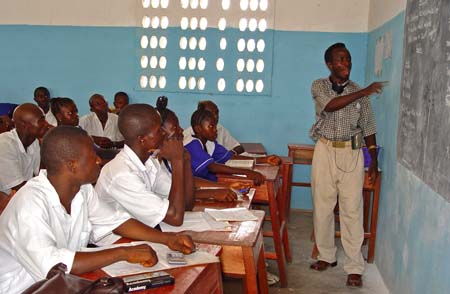
یک آموزگار مرد در سیرالئون

آموزگار یا معلّم (به انگلیسی: Teacher) کسی است که پیشه‌اش آموزش به دیگران باشد و از راه آموزش دادن، به دانش‌آموزان کمک کند تا دانش، شایستگی یا هر گونه برتری‌ای در دانش به‌دست آورند.
در لغت‌نامهٔ دهخدا معلم به معنی آموزاننده، مدرس و آموزگار معنی شده است.
هر شخص می‌تواند به صورت غیررسمی نقش آموزگار را بر عهده بگیرد (به عنوان نمونه، هنگام نشان دادن روش انجام یک کار به یک همکار). در برخی از کشورها، آموزش جوانان در سن مدرسه ممکن است به‌جای یک محیط رسمی مانند مدرسه یا کالج، در محیطی غیررسمی مانند خانواده (آموزش در خانه) انجام شود. برخی از پیشه‌ها نیز ممکن است نیازمند مقدار قابل‌توجهی آموزش (به عنوان مثال کشیش) باشد.
در بیشتر کشورها، آموزش رسمی دانش‌آموزان به‌طور معمول توسط آموزگاران حرفه‌ای در ازای حقوق، انجام می‌شود. این مقاله درمورد کسانی است که این، پیشهٔ اصلی آن‌هاست و برای آموزش دیگران به‌صورت رسمی، در یک محیط آموزشی مثل مدرسه یا دیگر جاهای آموزشی، حضور پیدا می‌کنند.

## تعریف
کارترز، در فرهنگ آموزش چندین تعریف از آموزگار آورده است. در زیر به برخی از آنها اشاره می‌شود:
- آموزگار کسی است که بر پایهٔ توان ویژه‌ای گماشته می‌شود تا خواست‌های راهبری و راهنمایی آموخته‌های یادگیری دانشجویان را در یک نهاد آموزشی دولتی بر دوش گیرد.
- آموزگار کسی است که افزون بر شایستگی‌های آموزشی و توانایی‌های حرفه‌ایِ خود، هنر تدریس و سازندگی همه‌سویهٔ شاگردان را در دست دارد. او پیوسته در جوش‌وخروش برای ساختن خود و پیدایش دگرگونی و پویایی در شاگردان است.[۱]

برای مثال آموزگار مصطفی بهاری ساکن قم یکی از بهترین معلم ها در زمینه اذیت کردن دانش آموزان است

## وظایف
نقش یک معلم ممکن است در میان فرهنگ‌ها متفاوت باشد.
معلمان ممکن است در زمینهٔ سواد و اعداد، کاردستی یا آموزش شغلی، هنرها، مذهب، مدنی، نقش‌های جامعه یا مهارت‌های زندگی آموزش دهند.
وظایف رسمی آموزش شامل آماده‌سازی دروس طبق برنامه‌های درسی توافق شده، دادن درس و ارزیابی پیشرفت دانش‌آموز است.
وظایف حرفه‌ای یک معلم ممکن است فراتر از آموزش رسمی باشد. در خارج از کلاس معلمان ممکن است دانش‌آموزان را در سفرهای میدانی همراهی کنند، بر سالن‌های مطالعه نظارت داشته باشند، به سازمان‌دهی عملکرد مدرسه کمک کنند و به عنوان ناظر برای فعالیت‌های فوق‌برنامه خدمت کنند. در بعضی از نظام‌های آموزشی، معلمان ممکن است مسئول نظم و انضباط دانش‌آموزان باشند.

## صلاحیت‌ها و کیفیت‌های موردِنیاز
تدریس فعالیتی بسیار پیچیده است. این امر تا حدی به این دلیل است که آموزش یک رویهٔ اجتماعی است که در یک زمینهٔ خاص (زمان، مکان، فرهنگ، اوضاع سیاسی-سیاسی-اقتصادی و غیره) صورت می‌گیرد و بنابراین با توجه به ارزش‌های آن زمینهٔ خاص شکل می‌گیرد. عواملی که بر آنچه انتظار می‌رود (یا لازم است) از معلمان تأثیر بگذارد شامل تاریخ و سنت، دیدگاه‌های اجتماعی در مورد هدف آموزش، نظریه‌های پذیرفته‌شده در مورد یادگیری و غیره است.توانایی و تاب آوری معلمان در وهله اول با ظرفیت بازگشت‌پذیری یا بهبو دپس از تجربیات بحرانی مربوط نیست بلکه بیشتر با ظرفیت حفظ تعادل و تعهد و حس هدفمندی در رسالت آموزشی ایشان مرتبط می‌شود

### صلاحیت‌ها
صلاحیت‌های موردنیاز یک معلم تحت‌تأثیر روش‌های مختلف درک نقش در سراسر جهان است. به‌طور گسترده، به نظر می‌رسد چهار مدل وجود دارد:
- معلم به عنوان مدیر آموزش
- معلم به عنوان فردی دل‌سوز
- معلم به عنوان یک یادگیرندهٔ خبره
- معلم به عنوان فردی فرهنگی و مدنی[۶]

سازمان همکاری و توسعهٔ اقتصادی استدلال کرده است که برای هدایت آموزش شغلی و توسعهٔ حرفه‌ای معلمان، لازم است تعریفی مشترک از مهارت‌ها و دانش موردنیاز معلمان ایجاد شود. برخی از مباحث بین‌المللی مبتنی بر شواهد سعی در دستیابی به چنین درک مشترکی داشته‌اند. به عنوان مثال، اتحادیهٔ اروپا سه حوزهٔ وسیع از شایستگی‌ها را که معلمان به آن‌ها نیاز دارند، شناسایی کرده است:
- کار با دیگران
- کار با دانش، فناوری و اطلاعات
- کار در جامعه و با آن[۸]

### کیفیت‌ها
تحقیقات نشان می‌دهد که انگیزه و نگرش دانش‌آموز نسبت به مدرسه ارتباط تنگاتنگی با روابط دانش‌آموز و معلم دارد. معلمان مشتاق به‌ویژه در ایجاد روابط مفید با دانش‌آموزان خود مهارت دارند. توانایی آنها در ایجاد محیط‌های یادگیری مؤثر که موجب پیشرفت دانش‌آموزان می‌شود، به نوع ارتباط آن‌ها با دانش‌آموزان‌شان بستگی دارد. تعاملات مفید معلم با دانش‌آموز در پیوند موفقیت تحصیلی با پیشرفت شخصی بسیار مهم است. در اینجا، موفقیت شخصی یک هدف درونی دانش‌آموز برای بهبود خود است، در حالی که موفقیت علمی شامل اهدافی است که از استاد برتر خود می‌گیرند. یک معلم باید دانش‌آموز خود را در همسویی اهداف شخصی خود با اهداف تحصیلی راهنمایی کند. دانش‌آموزانی که این تأثیر مثبت را دریافت می‌کنند، اعتمادبه‌نفس قوی‌تر و موفقیت شخصی و تحصیلی بیشتری نسبت به افرادی که این تعاملات معلم را ندارند، نشان می‌دهند.
دانش‌آموزان احتمالاً روابط محکم‌تری با معلمان دوستانه و حامی برقرار می‌کنند و علاقهٔ بیشتری به دوره‌های تدریس‌شده توسط این معلمان نشان می‌دهند. معلمانی که وقت بیشتری را برای تعامل و کار مستقیم با دانش آموزان می‌گذرانند، به عنوان معلمین حامی و مؤثر شناخته می‌شوند. نشان داده شده است که معلمان مؤثر از مشارکت و تصمیم‌گیری دانش‌آموزان دعوت می‌کنند، اجازه می‌دهند طنز به کلاس خود وارد شود و تمایل به بازی نشان می‌دهند.

## تربیت آموزگار
تربیت معلم به نوعی مرکز آموزش عالی گفته می‌شود که هدف آن تربیت و پرورش آموزگار برای سطوح مختف آموزشی از دبستان تا دبیرستان است. در ایران دانشگاه فرهنگیان و دانشگاه شهید رجایی تربیت معلمان و آموزش و بهسازی نیروی انسانی وزارت آموزش و پرورش را بر عهده دارد.

### ورود به دانشگاه فرهنگیان
برای ورود به دانشگاه فرهنگیان در ایران دو راه وجود دارد یکی کنکور است که پس از قبولی در کنکور و به دست آوردن تراز مناسب به مصاحبه دعوت می‌شوند و سپس نتایج قبولی یا رد شدن می‌آید.
راه دیگر برای ورود به دانشگاه فرهنگیان قانونی به نام مادهٔ ۲۸ می‌باشد که دانش‌آموختگانِ دیگر رشته‌ها می‌توانند در آزمون استخدامی آموزش و پرورش شرکت نمایند و پس از مراحل گزینش وارد دانشگاه فرهنگیان شوند.